# Czernieckij (obwód kurski)
Czernieckij (ros. Чернецкий) – chutor w zachodniej Rosji, w sielsowiecie dołgobudskim rejonu biełowskiego w obwodzie kurskim.

## Geografia
Miejscowość położona jest w pobliżu rzeki Strigosła, 4,5 km od centrum administracyjnego sielsowietu dołgobudskiego Dołgije Budy, 14 km od centrum administracyjnego rejonu Biełaja, 68 km od Kurska.
W granicach miejscowości znajduje się 18 domostw.

## Demografia
W 2010 r. miejscowość liczyła sobie 18 mieszkańców.